# Свети Георги (Мали Ясеновец)
„Свети великомъченик Георги“ (на сръбски: Храм св. великомученика Георгија) е православна църква в зайчарското село Мали Ясеновец (Мали Ясеновац), североизточната част на Сърбия. Част е от Тимошката епархия на Сръбската православна църква.

## История
Храмът е издигнат в 1913 година, когато Мали Ясеновец е в Княжество България и е част от Видинската епархия на Българската екзархия. Църквата е изписана от дебърския майстор Мелетий Божинов.